# Singrasi
Singrasi (gr. Σύγκραση, tur. Sınırüstü) – wieś na Cyprze, w dystrykcie Famagusta. Obecnie znajduje się w granicach Cypru Północnego.